# Manfred Scharon
Manfred Scharon (* 19. Juli 1952 in Rostock) war Fußballspieler in der DDR. In der Oberliga, der höchsten Spielklasse des DDR-Fußballverbandes, spielte er für den FC Hansa Rostock.

## Sportliche Laufbahn
Scharon wurde 1958 als Sechsjähriger in die Kindermannschaft der Betriebssportgemeinschaft (BSG) Einheit Rostock aufgenommen. 1960 delegierte ihn die BSG zum SC Empor Rostock. Dort durchlief er alle Nachwuchsmannschaften und wurde 1966 vom FC Hansa Rostock übernommen, der aus der Ausgliederung der Fußballsektion des SC Empor entstanden war. Während dieser Zeit absolvierte er eine Lehre zum Maschinenbauer. Zur Saison 1970/71 wurde Scharon als Neuzugang für die 2. Mannschaft des FC Hansa Rostock gemeldet, die zu dieser Zeit in der zweitklassige DDR-Liga vertreten war. Als rechter Mittelfeldspieler eroberte sich der 1,71 m große Scharon mit 23 von 26 möglichen Punktspieleinsätzen sofort einen Stammplatz. Nach Reduzierung der Ligastaffel auf zwölf Mannschaften absolvierte Scharon 1971/72 alle 22 Punktspiele und wurde mit zwölf Treffern bester Torschütze bei Hansa II. Nach weiteren zwölf Einsätzen in der zweiten Mannschaft während der Hinserie 1972 kam er am 31. März 1973 in der Begegnung FC Carl Zeiss Jena – FC Hansa Rostock (3:0) als Einwechselspieler für Rainer Kaube zu seinem ersten Oberligaeinsatz. Ihm folgten zehn weitere Erstligaspiele, von denen Scharon sieben über die volle Distanz bestritt, die meisten auf der Position des Linksaußenstürmers. In der Saison 1973/74 hatte Scharon noch einmal acht Oberligaeinsätze zu verzeichnen, wurde mit Ausnahme des letzten Spieltages jedoch nur als Einwechselspieler eingesetzt. 1974/75 spielte Scharon Punktspiele ausschließlich in der zweiten Mannschaft, lediglich im Viertelfinal-Rückspiel um den DDR-Fußballpokal am 18. Dezember 1974 (FC Hansa – Wismut Aue 1:2) stand er ein letztes Mal in einem Pflichtspiel in der Oberligamannschaft.
Zu Beginn der Spielzeit 1975/76 wechselte Scharon zum DDR-Ligisten BSG Schiffahrt/Hafen Rostock. Dort absolvierte er zunächst als Mittelstürmer bis Oktober 1975 die ersten acht Punktspiele, anschließend musste er seinen Armeedienst antreten. Während dieser Zeit spielte er bei der Spielgemeinschaft Vorwärts/Motor Teltow in der drittklassigen Bezirksliga Potsdam. Hier konnte er seine Stürmerqualitäten voll entfalten und kam innerhalb von 18 Monaten auf 98 Tore. Danach kehrte Scharon wieder zur BSG Schiffahrt/Hafen zurück, wo er bis zum Ende der Saison 1977/78 blieb, wieder als Mittelstürmer aufgeboten wurde und alle 22 Punktspiele bestritt. Im Sommer 1978 wechselte er zum Lokalrivalen TSG Bau Rostock, wo ihn Trainer Heino Kleiminger zum Flügelstürmer umfunktionierte. Bis 1986 bestritt Scharon für die TSG stets als Stürmer 177 von 208 ausgetragenen Ligaspielen und erreichte damit eine Einsatzquote von 85 Prozent. Lediglich in der Saison 1982/83 hatte er verletzungsbedingt einen längeren Ausfall von 14 Spielen. Von 1984 bis 1986 war er Mannschaftskapitän. Als die TSG 1986 aus der DDR-Liga abstieg, beendete Scharon 34-jährig seine Laufbahn als Leistungsfußballer. Noch während seiner Zeit als Fußballspieler qualifizierte er sich zum Ingenieur-Ökonom.
Scharon blieb weiterhin Mitglied der TSG, auch nach den Umbildungen in TSV Grün-Weiß und Rostocker FC. Als Freizeitsportler kickte er noch in der Ü50-Mannschaft, mit der er 2006 mit 48 Treffern Torschützenkönig der Altherrenliga Mecklenburg-Vorpommern wurde. 2008 wurde Scharon in den Rechtsausschuss des Vereins gewählt.